# Konrad Escher (Kunsthistoriker)
Konrad Hans Escher (* 21. Oktober 1882 in Zürich; † 18. April 1944 ebenda) war ein Schweizer Kunsthistoriker.

## Leben
Nach dem Besuch des Gymnasiums in Zürich studierte er in Zürich, Straßburg und Berlin Kunstgeschichte. 1906 wurde er bei Johann Rudolf Rahn promoviert, 1908 an der Universität Basel habilitiert. 1918 bis 1922 war er Privatdozent, 1922 bis 1928 Titularprofessor und von 1928 bis zu seinem Tode ausserordentlicher Professor für mittlere und neuere Kunstgeschichte an der Universität Zürich. 1934 wurde er Präsident der Gesellschaft für Schweizerische Kunstgeschichte und war Initiator der Reihe Die Kunstdenkmäler der Schweiz.
Seine Interessensgebiete waren vor allem der italienische Barock und die Miniaturmalerei.

## Veröffentlichungen (Auswahl)
- Untersuchungen zur Geschichte der Wand- und Deckenmalerei in der Schweiz, vom 9. bis zum Anfang des 16. Jahrhunderts. Heitz, Straßburg 1906 (Dissertation, Digitalisat).
- Barock und Klassizismus. Studien zur Geschichte der Architektur Roms. Klinkhardt & Biermann, Leipzig 1910 (Digitalisat).
- Kunst, Krieg und Krieger. Zur Geschichte der Kriegsdarstellungen. Zürich/Leipzig 1917 (Digitalisat).
- Die Miniaturen in den Basler Bibliotheken, Museen und Archiven. Basel 1917 (Digitalisat).
- Der Skulpturenzyklus im Chor des Baslers Münsters und seine Deutung. In: Basler Zeitschrift für Geschichte und Altertumskunde, Bd. 19, 1921, S. 165–174. (Digitalisat)
- Die Malerei des 14. bis 16. Jahrhunderts in Mittel- und Unteritalien (Handbuch der Kunstwissenschaft). Athenaion, Berlin-Neubabelsberg 1922 (Digitalisat).